# サルヴィ・ハープ

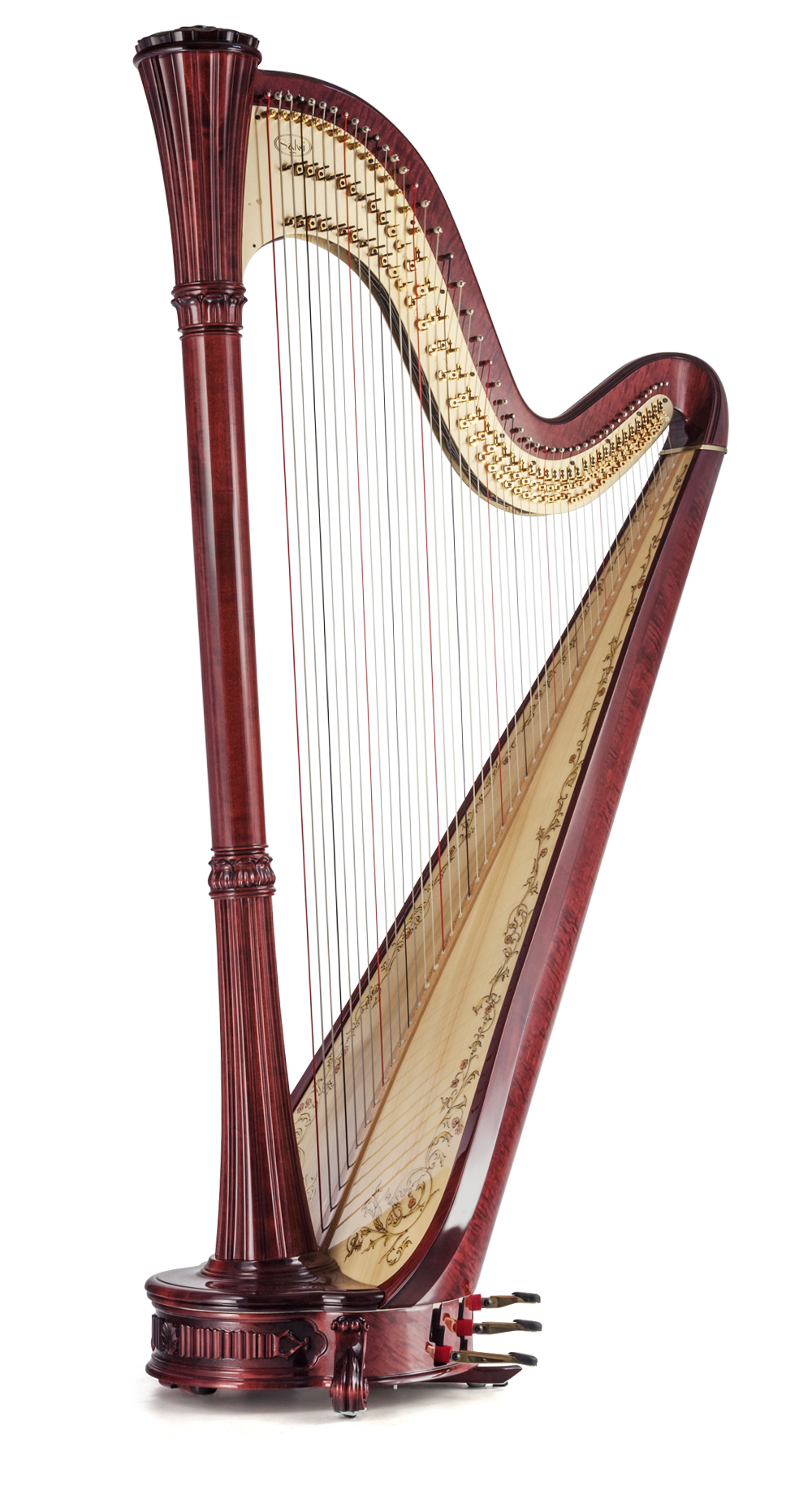
Salvi "Diana"

サルヴィハープ（英語: Salvi Harps）は、イタリアのハープメーカー。

## 概要
ニューヨーク・フィルハーモニック交響楽団のハーピストであったヴィクトール・サルヴィが、1955年に自ら設計したのが始まり。
日本では銀座十字屋ハープ&フルートサロンというハープ教室を運営する銀座十字屋が輸入総代理店となっている。

## 沿革
創業者ヴィクトール・サルヴィ（1920年 – 2015年）の生まれたサルヴィ一家は、もともとハープ作りで有名な南イタリアの小さな町ヴィッジャーノ（バジリカータ州ポテンツァ県）の出身であり、第一次世界大戦の戦火を逃れるようにアメリカへ移った。1920年、ヴィクトール・サルヴィはシカゴで生まれた。
ヴィクトールの父は楽器職人であり、兄や姉はハーピストであった。その影響でヴィクトール自身もハープという楽器に惹き付けられ、ハーピストとなり、そしてハープの設計を始めた。
1955年、ヴィクトール（当時はニューヨーク・フィルハーモニックとNBC交響楽団に所属するハーピストであった）が、自らハープを設計したのがサルヴィハープの始まりである。
その後、イタリアのジェノヴァ郊外ヴィラ・マリアにハープ工場を建設。その後、北イタリアのピアスコ（ピエモンテ州クーネオ県）に工場を移転。
現在もハープは一台一台熟練した職人の手で作られている。

## 製品
現在はペダルハープ18種類、レバーハープ8種類を生産している。
金箔や彫刻を施した豪華なものから、アンプにつなげるエレクトリックハープ、練習用の安価なものまで、様々な種類がある。
ちなみに最も高価なハープは「Victor Salvi 50th Anniversary」で、日本では1,365万円で販売されている。
また、最も安価なハープは「JUNO」で、日本では18万3,750円で販売されている。